# 伊拉克之子
伊拉克救赎委员会（阿拉伯语：‎ ），也称作： 遜尼派救國運動（阿拉伯语：‎ ）、 安巴爾省的救贖（阿拉伯语：‎ Inqādh al-Anbār）、觉醒委员会（阿拉伯语：‎）、遜尼派覺醒運動（阿拉伯语：‎ ）、安巴爾省的覺醒（阿拉伯语：‎ Ṣaḥwat al-Anbār）以及伊拉克之子（阿拉伯语：‎ Abnāʼ al-ʻIrāq）。这个团体最初由美国军方资助建立，目的是通过联合伊拉克某一省各个社区部落的酋长，以维护当地安全。
由于什叶派总理马利基拒绝伊拉克之子完全融入伊拉克安全服务，“到2013年，伊拉克之子已经名存实亡”。部分遭到冷遇的伊拉克之子的逊尼派成员有的保持中立，有的则加入ISIS倒戈对抗伊拉克政府。

## 概况
这个运动是从2005年开始的，首先由安巴尔省的逊尼派部落在不到一年的时间内组成了一个特设军队。
许多独立的分析表明，伊拉克的觉醒战士们的行动为当地减少了相当数量的暴力冲突事件；然而，这个最初由美国军方完全支付工资的群体，由于其团队成员的快速增长，导致出现了一些对某些成员可能参与过与多国部队对抗或者作为基地组织的一员渗透进伊拉克之子的指控。伊拉克总理马利基曾警告说，美国军方的“关注当地公民”是在酝酿一个逊尼派武装反对组织，并声称，该团体应该由伊拉克军方和警方指挥。
伊拉克国防部曾表示，它计划解散逊尼派觉醒组织，使他们无法成为一个独立的军事力量。伊拉克政府计划吸收大约四分之一的觉醒组织成员进入安全部队或军队，但分析师认为该担心剩下的四分之三该怎么办。美国敦促伊拉克政府将逊尼派战士迅速融入到由什叶派主导的安全部队中。一些专家警告称觉醒组织和一些曾经被招募以用于短期军事目标之后就被终结的军事团体非常相似。2009年，在选举中没有得到理想结果后，一些觉醒组织成员威胁要点燃街道并“开始部落战争”。

## 其他名称
伊拉克觉醒运动也被称作：
- “雇佣兵”（马利基的助手，[12]al-Qa'eda[13]）

- 美军/伊拉克政府：
  - “关注当地公民”（Concerned Local Citizens） – CLC[14]
  - “伊拉克之子”（Sons of Iraq） - SOIZ[15]
  - "Very Worried Iraqis"[16]
  - "Critical Infrastructure Security" – CIS
  - "Abna Al-Iraq" – AAI
- “萨赫瓦”的民兵（"Sahwa" militia）[17]
- “前逊尼派叛乱分子”（Former Sunni insurgents） – CFR高级研究员西蒙·史蒂芬[18]

## 历史
2005年，主要生存手段是偷运外国战士和物资的横跨伊拉克和叙利亚的部落Albu Mahals，因为Al Salmani部落与美索不達米亞基地组织的结盟而被迫离开家乡加伊姆（Al Qaim）。当年11月，该部落的酋长LtCol Dale Alford提出与驻扎在当地的海军陆战队结盟，并开始军事训练。2006年9月，阿卜杜勒·萨塔尔·阿布·瑞沙酋长组建了名为安巴尔觉醒委员会也称作“安巴尔觉醒”的团体用以对抗外国武装分子和伊拉克的基地组织，并成为该团体的领导人。
2007年9月，尽管收到了美国情报机构的警报，阿卜杜勒·萨塔尔·阿布·瑞沙酋长还是和两个保镖一起被藏在他家附近的路边炸弹暗杀他的哥哥艾哈迈德·阿布·瑞沙继任为觉醒组织的领导人，但是却一直无法团结整个组织。
2008年10月，伊拉克政府接管了原来由美国军方资助的拥有54,000名成员的觉醒委员会。属于该团体的大多数逊尼派战士担心由什叶派领导的政府会将他们解雇，或者更糟糕：包括伊拉克警察和军队在内的什叶派民兵将会发起针对他们的暗杀行动。一名伊拉克之子成员针对此事说，“我认为美国陆军将觉醒委员会转交给伊拉克政府是一场背叛。”

## 主要活动
该组织由美国军方和伊拉克政府资助，使其放弃与联军作战，转而巡逻街道并与其他逊尼派武装分子作战。美国军方说，由于该组织的帮助，针对伊拉克基地组织的打击更为精确，避免附带损害。华盛顿邮报写道：觉醒组织的行动使得伊拉克基地组织软化战术并努力尝试恢复公众的支持。
伊拉克的基地组织谴责伊拉克之子与其作战的行为，并称之为“肮脏的十字军”。根据一些觉醒组织成员的报道，部分前觉醒组织成员因此对一些前叛乱分子和觉醒组织成员进行了自杀式炸弹袭击。觉醒组织的酋长也经常面临被刺杀的风险。
美国国会的审计部门政府问责局警告称，该组织“不甘心与伊拉克政府合作”，而且潜在的叛乱分子会对其进行进一步的渗透。这一报道因为缺乏实际数据并过分相信“绿区”的分析而饱受批评。

## 政府接管
由什叶派主导的伊拉克国防部曾声称计划解散觉醒组织以避免其成为一个独立的军事力量。伊拉克前国防部长阿卜杜勒·卡迪尔·奥贝迪对此表示，“我们绝不允许觉醒组织成为一个第三方军事组织”。阿卜杜勒·奥贝迪还表示，绝不允许该组织拥有任何基础设施，如总部大楼，因为这将意味着该组织具有了长期的合法性。
伊拉克政府曾经承诺将吸收觉醒组织大约四分之一的男性进入由什叶派支配的军事和安全服务，并为该组织的的其余成员提供职业培训。伊拉克内政部曾计划为7,000名男性临时聘用合同，并计划增聘额外的3,000人；然而，内政部并没有规定合同到期时间以及具体工作岗位。加州大學爾灣分校的国际研究主任Deborah D. Avant表示，觉醒组织和一些曾经被招募以用于短期军事目标之后就被终结的军事团体有着令人感到不详的相似度。
詹姆斯敦基金会的一名伊拉克专家拉姆齐·马尔迪尼（Ramzy Mardini）称，“觉醒委员会地位的上升可能触怒迈赫迪军”。2008年2月22日，穆克塔达·萨德尔决定延长其领导的迈赫迪军的停火时间。但根据马尔迪尼所说，与逊尼派部落觉醒运动接触会带来的不确定因素有可能导致停火时间缩短。马尔迪尼认为，如果该运动的需求不能被伊拉克由什叶派主导的政府满足，美军的“浪涌”策略可能会遭遇滑铁卢，“甚至会回到实施‘浪涌’之前的状态。”但随后美-英军方的2007年“伊拉克浪涌”似乎反驳了马尔迪尼的观点。觉醒委员会要求将伊拉克之子成员纳入伊拉克安全服务部门，并拥有长期职位和薪酬。
2008年8月，伊拉克总理马利基为10万名伊拉克之子成员在迪亚拉省提供3,000个工作岗位，以换取有关该地区武装分子活动的信息。其他的伊拉克之子成员与安全部队随后一起进攻了迪亚拉省的基地武装分子。
2009年3月，巴格达法德希尔（Fadhil）的逊尼派觉醒运动领袖阿德尔·马什哈达尼（Adel al-Mashhadani）因受到谋杀、诈骗和“违反宪法”的指控而被捕。他被指控是已被取缔的阿拉伯复兴社会党在法德希尔的军事领导者。这次事件导致觉醒运动成员和什叶派主导的安全部队发生了长达两天的枪战。11月，阿德尔·马什哈达尼被定罪为谋杀和绑架而被判处死刑。
到2012年6月6日，该组织的约70,000名成员被纳入伊拉克安全部队或拥有平民的工作，另外有30,000人继续做维护检查站工作并由政府支付每月300元左右的薪酬。2013年1月29日，伊拉克什叶派任命的官员表示，他们将提高觉醒委员会战士的工资，并安抚于2012年12月爆发的逊尼派反政府集会。41,000名觉醒委员会战士受到加薪，工资从每月300,000伊拉克第纳尔（约合250美元）提高到500,000第纳尔（约合415美元）。
2013年1月21日，由什叶派主导的伊拉克政府对被指控为“恐怖分子”的26人执行了死刑，其中包括阿德尔·马什哈达尼。

## 2009年省选
一些政党与觉醒运动合作参加2009年伊拉克省选。在这次选举中，伊拉克觉醒和独立全国联盟获得了安巴尔省的多数议席。

## 相关
- 伊拉克和沙姆伊斯兰国
- 阿卜杜勒·薩塔爾·阿布·瑞沙（英语：Abdul Sattar Abu Risha）
- 伊拉克战争
- 2007年“伊拉克浪涌”（英语：Iraq War troop surge of 2007）
- 2005年的伊拉克（英语：2005 in Iraq）
- 2006年的伊拉克（英语：2006 in Iraq）
- 2007年的伊拉克（英语：2007 in Iraq）
- 2008年的伊拉克（英语：2008 in Iraq）